# باب چمبرز (بازیکن فوتبال)
باب چمبرز (انگلیسی: Bob Chambers؛ ۱۱ دسامبر ۱۸۹۹ – July–September 1972 (aged 71)) بازیکن فوتبال اهل بریتانیا بود.
از باشگاه‌هایی که در آن بازی کرده‌است می‌توان به باشگاه فوتبال روترهام یونایتد، باشگاه فوتبال تورکی یونایتد، باشگاه فوتبال اکستر سیتی، باشگاه فوتبال لینکولن سیتی، باشگاه فوتبال کارلایل یونایتد، و باشگاه فوتبال برنلی اشاره کرد.